# Reparto Sperimentale Alta Velocità
Il Reparto Sperimentale Alta Velocità, già Scuola Alta Velocità e citato anche semplicemente come Reparto Alta Velocità, fu un reparto della Regia Aeronautica, l'aeronautica militare dell'allora Regno d'Italia, istituito per l'addestramento avanzato dei propri piloti velocisti.

## Storia
Il Reparto Alta Velocità nacque nel 1928 dalla volontà dell'allora Sottosegretario dell'Aeronautica, Italo Balbo e del tenente colonnello Mario Bernasconi. Come luogo ideale per svolgere le esercitazioni fu scelto lo specchio d'acqua del Lago di Garda; la base fu all'idroscalo di Desenzano.
L'unità militare promosse lo sviluppo di idrocorsa, speciali idrovolanti da competizione, alla ricerca del primato mondiale di velocità di volo per la categoria che fu raggiunto nel 1934 con 709,209 km/h dal Maresciallo Francesco Agello. Il primato rimase valido come primato assoluto fino al 1938, mentre come primato di categoria (idrovolanti ad elica e motore a pistoni) è tuttora imbattuto.